# Партизанско спомен-гробље у Бањалуци
|  | Овај чланак је део чланка о Споменицима посвећеним Народноослободилачкој борби 1941—1945. |

Партизанско спомен-гробље у Бањалуци се налази у оквиру бањалучког Новог гробља, у месној заједници Побрђе. Изграђено је после Другог светског рата и простире се на око 8.000 m2. На њему су сахрањени народни хероји и истакнуте личности Народноослободилачког покрета са подручја Бањалуке и Босанске крајине. Од 2014. налази се на Листи споменика и спомен-обељежја који имају велики значај за Бањалуку. Услед неодржавања налази се у веома лошем стању, запуштено и зарасло у траву.

## Списак сахрањених
Списак неких од сахрањеник на Партизанском гробљу у Бањалуци:
- Никола Бокан (1918-1944), командант Тринаесте крајишке ударне бригаде, народни херој
- Рада Врањешевић (1918-1944), члан Бироа Окружног комитета КПЈ за Босанску крајину, народни херој
- Богдан Вуковић (1925-1944), борац Јастребачког партизанског одреда
- Радован Вулин (1921-1941), члан Комунистичке партије Југославије
- Невенка Дадасовић (1924-1943), члан Месног комитета КПЈ за Бању Луку
- Небојша Даница (1927-1944), борац Осме крајишке ударне бригаде
- Исмета Демировић (1916-1942), болничарка Бањалучког партизанског одреда
- Вукота Ђуричковић (1901-1943), борац црногорских бригада
- Анте Јакић (1914-1942), командир чете у Бањалучком партизанском одреду, народни херој
- Боса Јуринчић (1921-1942), борац Бањалучког партизанског одреда
- Мухамед Казаз (1906-1942), политички комесар Мањачког партизанског одреда
- Сестре Боса (1913-1943) и Мара Капор (1920-1943), чланице КПЈ и активисти Народноослободилачког покрета
- Едхем Карабеговић (1908-1942), политички комесар чете у Бањалучком партизанском одреду
- Фрањо Клуз (1913-1944), први партизански пилот, народни херој
- Драго Ланг (1921-1944), секретар Окружног комитета СКОЈ-а за Подгрмеч, народни херој
- Раде Личина (1913-1942), политички комесар Четвртог крајишког партизанског одреда, народни херој
- Вахида Маглајлић (1907-1943), чланица Централног одбора АФЖ Југославије, народни херој
- Муниб Маглајлић (1914-1943), заменик политичког комесара Друге крајишке ударне бригаде
- Бошко Мажар, борац 39. крајишке дивизије
- Ивица Мажар (1915-1941), члан Окружног комитета СКОЈ-а за Босанску крајину,
- Јосип Мажар Шоша (1912-1944), начелник Штаба Петог ударног корпуса, народни херој
- Марија Мажар (1883-1943), борац Прве крајишке ударне бригаде и мајка тројице народних хероја
- Филип Мацура (1917-1941), илегалац и диверзант
- Данко Митров (1919-1942), командант Четвртог крајишког партизанског одреда, народни херој
- Есад Миџић (1917-1942), политички комесар Пролетерског батаљона Босанске крајине, народни херој
- Михајло Морача (1923-1942), борац Бањалучког партизанског одреда
- Никица Павлић (1912-1943), члан Агитпропа Окружног комитета КПЈ за Босанску крајину
- Остоја Петровић (1918-1944), борац Прве артиљеријске бригаде
- Бранко Поповић (1917-1944), командант батаљона у Једанаестој крајишкој ударној бригади, народни херој
- Карло Ројц (1915-1942), политички комесар чете за везу у Бањалучком партизанском одреду, народни херој
- Мустафа Сабитовић Ћапо (1908-1942), борац Бањалучког партизанског одреда
- Јусуф Тулић (1903-1941), члан Главног Народноослободилачког одбора за Србију и организациони секретар Покрајинског комитета КПЈ за Војводину
- Милорад Умјеновић (1920-1943), заменик политичког комесара Другог батаљона Друге пролетерске ударне бригаде, народни херој
- Касим Хаџић (1904-1942), секретар Окружног комитета КПЈ за Бању Луку, народни херој
- Руди Чајавец (1911-1942), први партизански авијатичар, народни херој
- Авдо Чарџић (1893-1944), илегални припадник Народноослободилачког покрета
- Муниб Џанић (1919-1943), борац Бањалучког партизанског одреда
- Рушид Џехверовић (1921-1942), борац Бањалучког партизанског одреда
- Ранко Шипка (1917-1944), заменик команданта Четврте крајишка дивизије, народни херој

## Галерија
- Гроб Рудија Чајавеца
- Гроб Вахиде Маглајлић
- Гроб Невенке Дадасовић
- Гроб Босе и Маре Капор
- Гроб непознатих бораца